# Masahiro Nasukawa
Masahiro Nasukawa (japanisch 那須川 将大 Nasukawa Masahiro; * 29. Dezember 1986 in Hokkaido) ist ein japanischer Fußballspieler.

## Karriere
Nasukawa erlernte das Fußballspielen in der Universitätsmannschaft der Chūkyō-Universität. Seinen ersten Vertrag unterschrieb er 2009 bei Tokyo Verdy. Der Verein spielte in der zweithöchsten Liga des Landes, der J2 League. Für den Verein absolvierte er 23 Ligaspiele. 2010 wechselte er zum Ligakonkurrenten Tochigi SC. Für den Verein absolvierte er 41 Ligaspiele. 2012 wechselte er zum Ligakonkurrenten Tokushima Vortis. Am Ende der Saison 2013 stieg der Verein in die erste Liga auf. Für den Verein absolvierte er 73 Ligaspiele. 2015 wechselte er zum Ligakonkurrenten Matsumoto Yamaga FC. Am Ende der Saison 2015 stieg der Verein in die zweite Liga ab. Für den Verein absolvierte er 28 Ligaspiele. 2018 wechselte er zum Ligakonkurrenten Ōita Trinita. Für den Verein absolvierte er acht Ligaspiele. 2019 kehrte er zum Zweitligisten Matsumoto Yamaga FC zurück. Im Juli 2019 wechselte er zum Drittligisten Fujieda MYFC nach Fujieda.